# Posiołok sowchoza «2-ja Piatiletka»
Posiołok sowchoza «2-ja Piatiletka» (ros. Посёлок совхоза «2-я Пятилетка») – osiedle w Rosji, w obwodzie woroneskim, w rejonie liskińskim. W 2010 liczyło 1161 mieszkańców.